# Jakub Błaszczykowski
Jakub "Kuba" Błaszczykowski, född 14 december 1985, är en polsk före detta fotbollsspelare. Han spelade främst som mittfältare.
Blaszczykowski spelade fram till 2012 med smeknamnet Kuba på sin tröja.
Han var uttagen i Polens trupp vid fotbolls-EM 2012 samt 2016. Han är före detta lagkapten i landslaget.

## Privatliv

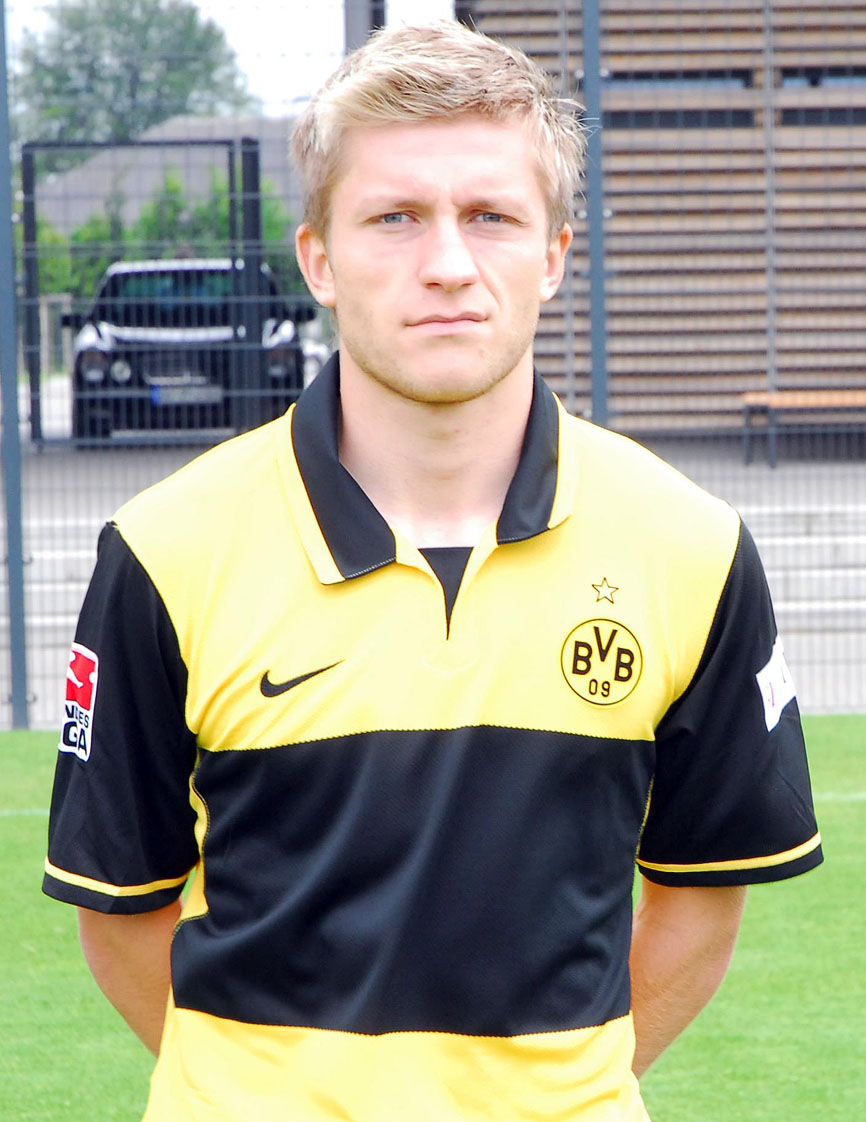
Jakub Błaszczykowski

När han var 10 år bevittnade Jakub hur hans mamma mördades av Jakubs pappa . Jakub gifte sig med Agata Gołaszewska i juni 2010. De fick en dotter den 20 april 2011.